# Линч, Кевин (активист)
Кевин Линч (англ. Kevin Lynch, ирл. Caoimhín Ó Loingsigh; 25 мая 1956 — 1 августа 1981) — член Ирландской национальной освободительной армии, умерший во время голодовки 1981 года в тюрьме Мэйз.

## Биография
Восьмой, младший ребёнок в семье Падди и Брайди Линч. Уроженец местечка Парк (север графства Лондондерри). Увлекался в детстве боксом (его пригласил старший брат Франк, боксёр-любитель), гэльским футболом и хёрлингом, в составе команды «Дангивен» выиграл турнир по хёрлингу «Фестиваль гэлов» 3-го дивизиона в городе Тёрлс в 1971 году, на  Всеирландском чемпионате 1972 года среди игроков не старше 16 лет был капитаном команды «Дерри» и одержал победу в финале турнира над командой «Арма».
Линч состоял в Ирландской национальной освободительной армии. В декабре 1977 года был арестован по обвинению в незаконном присвоении короткоствольного оружия, расстреле мирных граждан и попытке украсть оружие у службы безопасности. Осуждён на 10 лет тюрьмы, отбывал наказание в тюрьме Мэйз. Участвовал в одеяльном протесте и голодовке 1981 года. Продержался 71 день и умер 1 августа 1981.

## Память
Память Кевина Линча увековечена на памятнике Ирландским мученикам в Сиднее на кладбище Уэверли, также его имя получила команда по хёрлингу из Дангивена.